# Lanelle Tanangada
Lanelle Olandrea Tanangada (ur. 1 lipca 1979 na Kolombangarze) – salomońska nauczycielka i polityczka. Minister i deputowana Parlamentu Narodowego Wysp Salomona.

## Życiorys

### Młodość, edukacja i kariera zawodowa
Tanangada urodziła się w 1979 roku. Pochodzi z wyspy Kolombangara.
Jest absolwentką studiów licencjackich z edukacji na Pacific Adventist University. Ukończyła studia magisterskie z pedagogiki na University of Waikato. Przed rozpoczęciem kariery politycznej pracowała jako nauczycielka w szkole średniej.

### Działalność polityczna
W wyborach parlamentarnych w 2014 roku jej mąż Jimson Fiau Tanangada  został wybrany deputowanym Parlamentu Narodowego w okręgu wyborczym Gizo/Kolombangara. W tych samych wyborach do parlamentu nie została wybrana żadna kobieta. W maju 2018 roku został pozbawiony mandatu w związku z oskarżeniami o korupcję. Lanelle Tanangada wystartowała w przedterminowych wyborach w tym okręgu, starając się o objęcie mandatu zwolnionego przez jej męża jako kandydatka bezpartyjna. Zwyciężyła, zdobywając 4173 głosy; jej najbliższym kontrkandydatem był były premier Wysp Salomona Gordon Darcy Lilo, który uzyskał 1593 głosy. Została jedyną kobietą w parlamencie oraz pierwszą wybraną z Prowincji Zachodniej.
Była członkinią Komitetu ds. zdrowia i usług medycznych oraz Komitetu ds. Edukacji. 17 października 2018 roku została mianowana ministrą ds. kobiet, młodzieży i rodziny. Głosowała przeciwko ustawie gwarantującej kobietom 10 miejsc w parlamencie.
Uzyskała reelekcję w wyborach parlamentarnych w 2019 roku, ponownie pokonując byłego premiera Gordona Darcy Lilo. Uzyskała 4397 i niewiele ponad 50% głosów oddanych w okręgu, tym razem z ramienia Kadere Party of Solomon Islands. Została jedną z dwóch kobiet w 50-miejscowym parlamencie. Została mianowana na stanowisko ministerskie odpowiedzialne za policję kraju, bezpieczeństwo narodowe i więziennictwo, z którego zrezygnowała w październiku 2019 roku. W kwietniu 2020 roku została mianowana ministrą ds. edukacji i rozwoju pracy w rządzie Manasseha Sogavary. 15 maja 2024 zakończyła pełnienie funkcji ministry.

### Życie prywatne
Jej mąż, Jimson Fiau Tanangada, był deputowanym Parlamentu Narodowego z okręgu wyborczego Gizo/Kolombangara w latach 2014–2018.